# Ribophorin
Ribophorin (auch Dolichyl-diphosphooligosaccharid-Protein-Glycosyltransferase) ist ein Enzym in Eukaryoten, das zusammen mit weiteren Polypeptiden Bestandteil des Oligosaccharyltransferase-Komplexes (OST) in der Membran des Endoplasmatischen Retikulums (ER) ist, welcher für die N-Glykosylierung von anderen Proteinen notwendig ist. Ribophorin ist dabei die enzymatisch aktive Untereinheit.
Ribophorin liegt bei mehrzelligen Tieren in zwei Isoformen (Ribophorin I und II) vor. Für Ribophorin I konnte gezeigt werden, dass es bestimmte Proteine dem aktiven Zentrum der Oligosaccharyltransferase zuführt und somit eine N-Glykosylierung ermöglicht.